# Изменчивый хохлатый орёл
Изменчивый хохлатый орёл (лат. Nisaetus cirrhatus) — вид хищных птиц из семейства ястребиных (Accipitridae). Выделяют пять подвидов. Распространены в тропических районах Азии: от Индии и Шри-Ланки через Юго-Восточную Азию до Индонезии и Филиппин.

## Описание

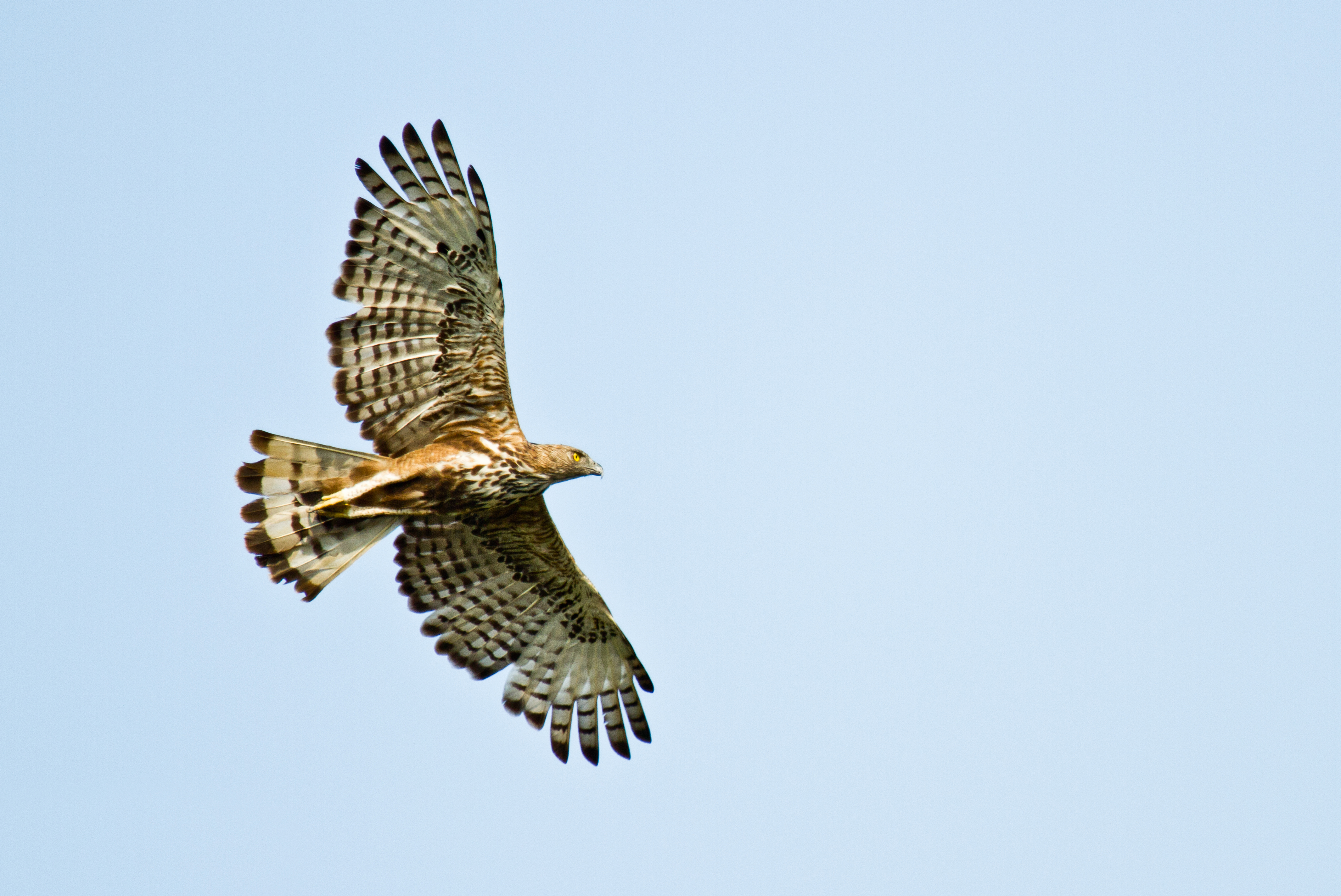
В полёте

Изменчивый хохлатый орёл достигает длины 52—82 см и массы от 1,3 до 1,9 кг; размах крыльев варьирует от 100 до 160 см. У четырёх подвидов есть гребень разного размера, а у одного он практически отсутствует. Нижняя часть тела и голова молодых особей беловатые или желтовато-коричневые с несколькими тёмными прожилками.

## Образ жизни
Питаются млекопитающими, птицами и рептилиями.
Гнездо — большая платформа из палок, выстланная зелёными листьями, высоко на лесном дереве. В кладке одно яйцо, серовато-белого цвета со слабыми крапинками и светло-красноватыми вкраплениями на широком конце.